# دانشگاه لوند

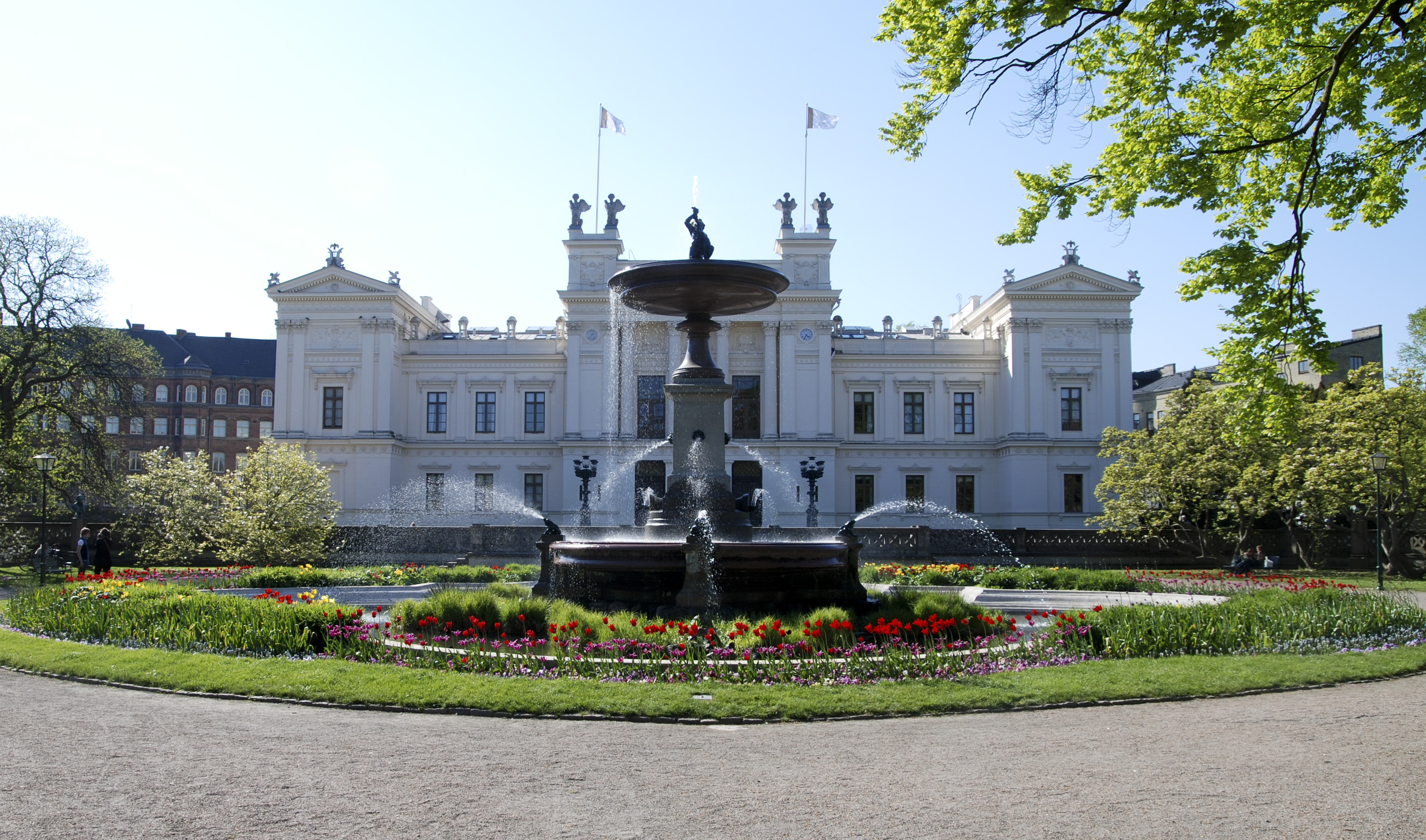
دانشگاه شهر لوند

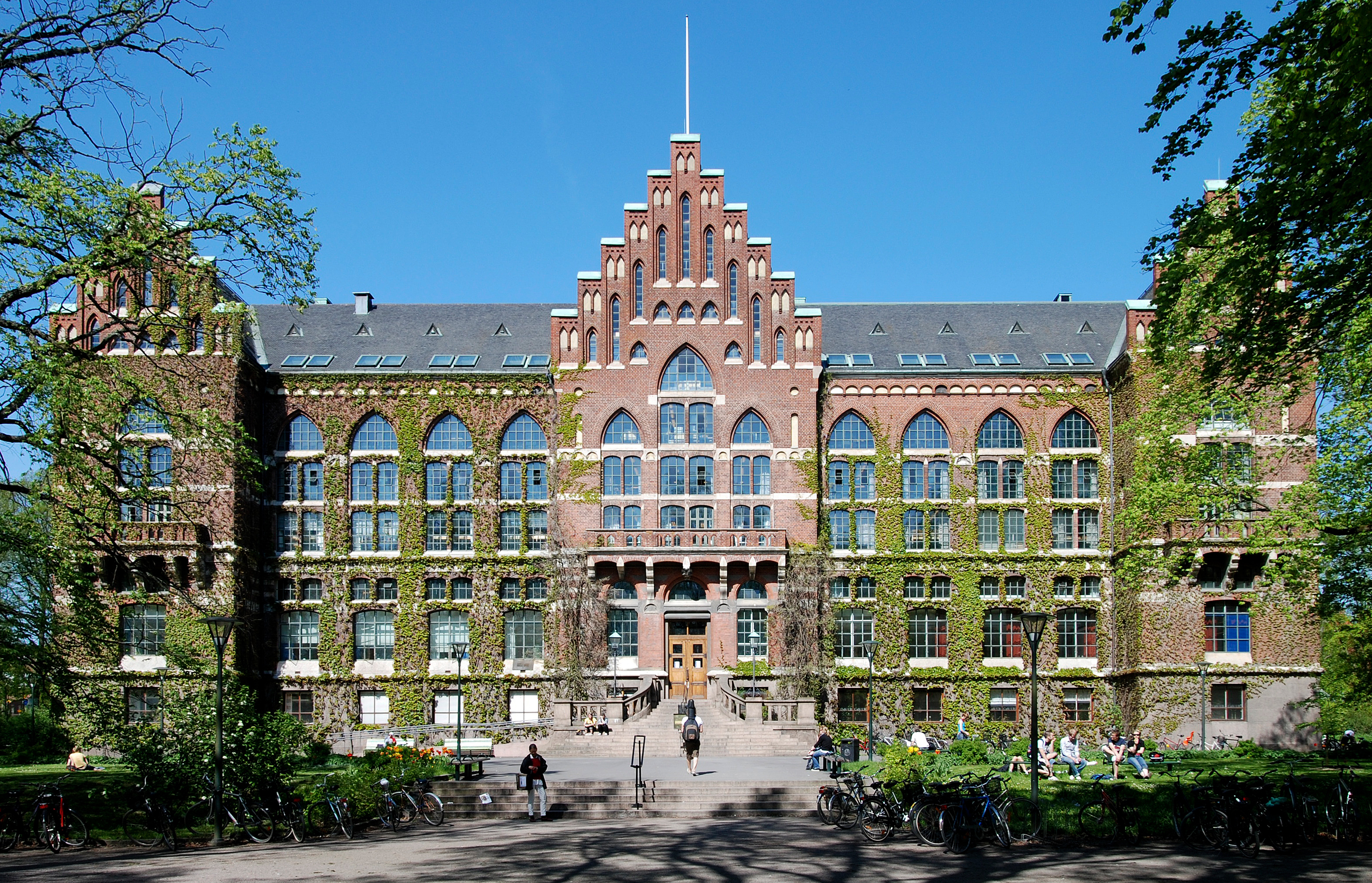
کتابخانه دانشگاه لوند

دانشگاه لوند (انگلیسی: Lund University; سوئدی: Lunds universitet) واقع در شهر لوند در استان اسکانیا در کشور سوئد می‌باشد که در سال ۱۶۶۶ میلادی تأسیس گردید. این دانشگاه با قدمتی قریب به ۳۵۰ سال، یکی از قدیمی‌ترین دانشگاه‌ها در اروپا به‌شمار رفته و از بزرگترین موسسه‌های علمی و پژوهشی در اسکاندیناوی قلمداد می‌شود. این دانشگاه همواره جزو ۱۰۰ دانشگاه برتر جهان شناخته می‌شود و از اعتباری بین‌المللی برخوردار است.
دانشگاه لوند دارای ۸ دانشکده مختلف بوده و جمعیتی بالغ بر ۴۴ هزار نفر دانشجو را در بر می‌گیرد.

## رتبه‌بندی
در رتبه‌بندی دانشگاهٔ جهان QS در سال ۲۰۲۰ دانشگاه لوند در رتبه ۹۲ دنیا و اول سوئد قرار گرفته‌است. همچنین بر اساس رتبه‌بندی مؤسسه تایمز در سال ۲۰۲۰ این دانشگاه در رتبه ۹۶ دانشگاه‌های جهان قرار دارد.

## دانشکده‌ها
دانشکده‌های دانشگاه لوند عبارتند از:
- دانشکده پزشکی
- دانشکده علوم
- دانشکده مهندسی
- دانشکده علوم انسانی و الهیات
- دانشکده علوم اجتماعی
- دانشکده هنرهای زیبا و هنرهای نمایشی
- دانشکده اقتصاد و مدیریت
- دانشکده حقوق